# Campeonato Sub-16 de la AFC 2018
El Campeonato Sub-16 de la AFC de 2018 fue la XVIII edición del torneo organizado por la AFC, el país organizador de ese año fue Malasia. 
Los cuatro mejores equipos clasificaron directamente a la Copa Mundial de Fútbol Sub-17 de 2019 a realizarse en Brasil.

## Etapa Clasificatoria
Un total de 45 equipos fueron sorteados en diez grupos, con el ganador de cada grupo y los cinco mejores finalistas clasificados para la fase final, junto con Malasia, que se clasificó automáticamente como anfitrión, pero también compitió en la fase de calificación.
La fase clasificatoria se jugó entre el 16 y el 29 de septiembre de 2017.

## Sedes
- Los partidos se juegan en tres estadios.
| Kuala Lumpur                 | Kuala Lumpur     | Petaling Jaya         |
| ---------------------------- | ---------------- | --------------------- |
| Estadio Nacional Bukit Jalil | Estadio UM Arena | Estadio Petaling Jaya |
| Capacidad: 87.411            | Capacidad: 1.000 | Capacidad: 25.000     |
|                              |                  |                       |

## Clasificados
Estos son los 16 clasificados a la fase final del torneo.
| - Malasia - Jordania - Tayikistán - Irán | - Irak - Yemen - Corea del Norte - Indonesia | - Corea del Sur - Australia - Japón - India | - Omán - Tailandia - Vietnam - Afganistán |

## Sorteo
El sorteo del torneo final se llevó a cabo el 26 de abril de 2018, a las 15:00 MYT ( UTC + 8 ), en la Casa AFC en Kuala Lumpur Los 16 equipos se dividieron en cuatro grupos de cuatro equipos. Los equipos fueron ubicados de acuerdo a su desempeño en el torneo final y a la clasificación obtenida en el Campeonato Sub-16 de la AFC 2016, con el anfitrión Malasia automáticamente asignado a la Posición A1 en el sorteo.

## Fase de grupos
Los dos mejores equipos de cada grupo avanzan a los cuartos de final.

### Grupo A
| Pos. | Equipo         | Pts. | PJ | G | E | P | GF | GC | Dif. | Clasificación    |
| ---- | -------------- | ---- | -- | - | - | - | -- | -- | ---- | ---------------- |
| 1    | Japón          | 7    | 3  | 2 | 1 | 0 | 7  | 2  | +5   | Cuartos de final |
| 2    | Tayikistán     | 4    | 3  | 1 | 1 | 1 | 4  | 7  | −3   | Cuartos de final |
| 3    | Tailandia (E)  | 3    | 3  | 1 | 0 | 2 | 7  | 9  | −2   |                  |
| 4    | Malasia (H, E) | 3    | 3  | 1 | 0 | 2 | 8  | 8  | 0    |                  |

 Fuente: AFC
Criterios de clasificación: 
Notas:
1. 1 2  Enfrentamiento directo: Tailandia 4–2 Malasia.

| 20 de septiembre de 2018 | Malasia                                                                               | 6:2 (3:0) | Tayikistán                                      | Estadio Nacional Bukit Jalil, Kuala Lumpur                    |                                                               |
|                          | Luqman Hakim 30' 42' 46' 66' · Muhammad Najmudin 33' (pen.) · Muhamad Alif 76' (pen.) | Reporte   | 72' (pen.) R. Sharifbek · 90+1' (pen.) Z. Islom | Asistencia: 723 espectadores Árbitro(s): Ahmad Yacoub Ibrahim | Asistencia: 723 espectadores Árbitro(s): Ahmad Yacoub Ibrahim |

| 20 de septiembre de 2018 | Japón                                                        | 5:2 (4:2) | Tailandia                         | Estadio UM Arena, Kuala Lumpur                        |                                                       |
|                          | R. Araki 6' 35' · K. Kondo 8' · R. Handa 42' · S. Toyama 90' | Reporte   | - 1' W. Thongbai - 15' S. Mueanta | Asistencia: 86 espectadores Árbitro(s): Payam Heidari | Asistencia: 86 espectadores Árbitro(s): Payam Heidari |

| 23 de septiembre de 2018 | Tailandia                                  | 4:2 (2:1) | Malasia                      | Estadio Nacional Bukit Jalil, Kuala Lumpur                     |                                                                |
|                          | Suphanat 3' 21' · Waragon 57' · Apidet 85' | Reporte   | Luqman 12' · Kaironnisam 48' | Asistencia: 8.596 espectadores Árbitro(s): Omar Mohamed Al-Ali | Asistencia: 8.596 espectadores Árbitro(s): Omar Mohamed Al-Ali |

| 23 de septiembre de 2018 | Tayikistán | 0:0     | Japón | Estadio UM Arena, Kuala Lumpur                         |                                                        |
|                          |            | Reporte |       | Asistencia: 115 espectadores Árbitro(s): Saoud Al-Adba | Asistencia: 115 espectadores Árbitro(s): Saoud Al-Adba |

| 27 de septiembre de 2018 | Malasia | 0:2 (0:1) | Japón                      | Estadio Nacional Bukit Jalil, Kuala Lumpur                              |                                                                         |
|                          |         | Reporte   | Toyama 37' · Naruoka 90+3' | Asistencia: 8.378 espectadores Árbitro(s): Kim Woo-sung (Corea del Sur) | Asistencia: 8.378 espectadores Árbitro(s): Kim Woo-sung (Corea del Sur) |

| 27 de septiembre de 2018 | Tailandia    | 1:2 (0:1) | Tayikistán                | Estadio UM Arena, Kuala Lumpur                                             |                                                                            |
|                          | Suphanat 80' | Reporte   | Panzhiev 38' · Zairov 84' | Asistencia: 75 espectadores Árbitro(s): Shukri Al-Hunfush (Arabia Saudita) | Asistencia: 75 espectadores Árbitro(s): Shukri Al-Hunfush (Arabia Saudita) |

### Grupo B
| Pos. | Equipo          | Pts. | PJ | G | E | P | GF | GC | Dif. | Clasificación    |
| ---- | --------------- | ---- | -- | - | - | - | -- | -- | ---- | ---------------- |
| 1    | Corea del Norte | 7    | 3  | 2 | 1 | 0 | 6  | 3  | +3   | Cuartos de final |
| 2    | Omán            | 4    | 3  | 1 | 1 | 1 | 5  | 5  | 0    | Cuartos de final |
| 3    | Yemen (E)       | 3    | 3  | 1 | 0 | 2 | 5  | 4  | +1   |                  |
| 4    | Jordania (E)    | 2    | 3  | 0 | 2 | 1 | 5  | 9  | −4   |                  |

 Fuente: AFC
Criterios de clasificación: 
| 21 de septiembre de 2018 | Omán                    | 2:0 (2:0) | Yemen | Estadio Petaling Jaya, Petaling Jaya                      |                                                           |
|                          | Qusai Al-Jaradi 14' 35' | Reporte   |       | Asistencia: 750 espectadores Árbitro(s): Nazmi Nasaruddin | Asistencia: 750 espectadores Árbitro(s): Nazmi Nasaruddin |

| 21 de septiembre de 2018 | Corea del Norte       | 2:2 (2:1) | Jordania                               | Estadio Petaling Jaya, Petaling Jaya                      |                                                           |
|                          | Kim Kang-song 20' 44' | Reporte   | 31' Mohannad Semreen · 75' Amer Jamous | Asistencia: 200 espectadores Árbitro(s): Pranjal Banerjee | Asistencia: 200 espectadores Árbitro(s): Pranjal Banerjee |

| 24 de septiembre de 2018 | Jordania                                    | 2:2 (0:0) | Omán                                    | Estadio Petaling Jaya, Petaling Jaya                   |                                                        |
|                          | Reziq Banihani 48' · Amer Jamous 75' (pen.) | Reporte   | 54' Omar Al-Salti · 86' Nasser Al-Naabi | Asistencia: 50 espectadores Árbitro(s): Ammar Mahfoodh | Asistencia: 50 espectadores Árbitro(s): Ammar Mahfoodh |

| 24 de septiembre de 2018 | Yemen | 0:1 (0:1) | Corea del Norte    | Estadio Petaling Jaya, Petaling Jaya                  |                                                       |
|                          |       | Reporte   | - 45+2' Kim Won-il | Asistencia: 815 espectadores Árbitro(s): Yusuke Araki | Asistencia: 815 espectadores Árbitro(s): Yusuke Araki |

| 27 de septiembre de 2018 | Corea del Norte                                            | 3:1 (3:0) | Omán                 | Estadio Petaling Jaya, Petaling Jaya                      |                                                           |
|                          | Pak Ryong-gwon 4' · Kim Kang-song 16' · An Phyong-il 45+1' | Reporte   | Al-Jaradi 78' (pen.) | Asistencia: 100 espectadores Árbitro(s): Nazmi Nasaruddin | Asistencia: 100 espectadores Árbitro(s): Nazmi Nasaruddin |

| 27 de septiembre de 2018 | Yemen                                                            | 5:1 (4:0) | Jordania            | Estadio Nacional Bukit Jalil, Kuala Lumpur                   |                                                              |
|                          | Saif 14' 73' (pen.) · Senan 16' · Al-Qaaod 24' · Issa 25' (a.g.) | Reporte   | Banihani 75' (pen.) | Asistencia: 531 espectadores Árbitro(s): Omar Mohamed Al-Ali | Asistencia: 531 espectadores Árbitro(s): Omar Mohamed Al-Ali |

### Grupo C
| Pos. | Equipo      | Pts. | PJ | G | E | P | GF | GC | Dif. | Clasificación    |
| ---- | ----------- | ---- | -- | - | - | - | -- | -- | ---- | ---------------- |
| 1    | Indonesia   | 5    | 3  | 1 | 2 | 0 | 3  | 1  | +2   | Cuartos de final |
| 2    | India       | 5    | 3  | 1 | 2 | 0 | 1  | 0  | +1   | Cuartos de final |
| 3    | Irán (E)    | 4    | 3  | 1 | 1 | 1 | 5  | 2  | +3   |                  |
| 4    | Vietnam (E) | 1    | 3  | 0 | 1 | 2 | 1  | 7  | −6   |                  |

 Fuente: AFC
Criterios de clasificación: 
| 21 de septiembre de 2018 | Irán | 0:2 (0:1) | Indonesia              | Estadio Nacional Bukit Jalil, Kuala Lumpur              |                                                         |
|                          |      | Reporte   | 4' Khafi · 90+1' Kaffa | Asistencia: 3.431 espectadores Árbitro(s): Kim Woo-sung | Asistencia: 3.431 espectadores Árbitro(s): Kim Woo-sung |

| 21 de septiembre de 2018 | Vietnam | 0:1 (0:0) | India                          | Estadio UM Arena, Kuala Lumpur                        |                                                       |
|                          |         | Reporte   | 86' (pen.) Vikram Pratap Singh | Asistencia: 166 espectadores Árbitro(s): Yusuke Araki | Asistencia: 166 espectadores Árbitro(s): Yusuke Araki |

| 24 de septiembre de 2018 | India | 0:0     | Irán | Estadio Nacional Bukit Jalil, Kuala Lumpur                |                                                           |
|                          |       | Reporte |      | Asistencia: 186 espectadores Árbitro(s): Nazmi Nasaruddin | Asistencia: 186 espectadores Árbitro(s): Nazmi Nasaruddin |

| 24 de septiembre de 2018 | Indonesia | 1:1 (0:1) | Vietnam             | Estadio Nacional Bukit Jalil, Kuala Lumpur                       |                                                                  |
|                          | Zico 49'  | Reporte   | 30' Khuất Văn Khang | Asistencia: 11.201 espectadores Árbitro(s): Ahmad Yacoub Ibrahim | Asistencia: 11.201 espectadores Árbitro(s): Ahmad Yacoub Ibrahim |

| 27 de septiembre de 2018 | Irán                                            | 5:0 (3:0) | Vietnam | Estadio UM Arena, Kuala Lumpur                                 |                                                                |
|                          | Azizi 18' 36' · Barzegar 21' · Doustali 31' 64' | Reporte   |         | Asistencia: 105 espectadores Árbitro(s): Saoud Al-Adba (Catar) | Asistencia: 105 espectadores Árbitro(s): Saoud Al-Adba (Catar) |

| 27 de septiembre de 2018 | India | 0:0     | Indonesia | Estadio Nacional Bukit Jalil, Kuala Lumpur                                  |                                                                             |
|                          |       | Reporte |           | Asistencia: 11.388 espectadores Árbitro(s): Ahmad Yacoub Ibrahim (Jordania) | Asistencia: 11.388 espectadores Árbitro(s): Ahmad Yacoub Ibrahim (Jordania) |

### Grupo D
| Pos. | Equipo         | Pts. | PJ | G | E | P | GF | GC | Dif. | Clasificación    |
| ---- | -------------- | ---- | -- | - | - | - | -- | -- | ---- | ---------------- |
| 1    | Corea del Sur  | 9    | 3  | 3 | 0 | 0 | 12 | 0  | +12  | Cuartos de final |
| 2    | Australia      | 6    | 3  | 2 | 0 | 1 | 6  | 4  | +2   | Cuartos de final |
| 3    | Irak (E)       | 3    | 3  | 1 | 0 | 2 | 3  | 5  | −2   |                  |
| 4    | Afganistán (E) | 0    | 3  | 0 | 0 | 3 | 1  | 13 | −12  |                  |

 Fuente: AFC
Criterios de clasificación: 
| 22 de septiembre de 2018 | Irak                        | 2:1 (2:1) | Afganistán | Estadio UM Arena, Kuala Lumpur                                         |                                                                        |
|                          | Sadeq 3' · Qasim 14' (pen.) | Reporte   | Zahidi 5'  | Asistencia: 10 espectadores Árbitro(s): Chen Hsin-chuan (China Taipéi) | Asistencia: 10 espectadores Árbitro(s): Chen Hsin-chuan (China Taipéi) |

| 22 de septiembre de 2018 | Corea del Sur                            | 3:0 (1:0) | Australia | Estadio Petaling Jaya, Petaling Jaya                                        |                                                                             |
|                          | Choi Min-seo 43' 68' · Hong Yun-sang 51' | Reporte   |           | Asistencia: 133 espectadores Árbitro(s): Shukri Al-Hunfush (Arabia Saudita) | Asistencia: 133 espectadores Árbitro(s): Shukri Al-Hunfush (Arabia Saudita) |

| 25 de septiembre de 2018 | Australia             | 2:1 (0:0) | Irak             | Estadio UM Arena, Kuala Lumpur                                |                                                               |
|                          | Duzel 67' · Botić 74' | Reporte   | Qasim 81' (pen.) | Asistencia: 187 espectadores Árbitro(s): Payam Heidari (Irán) | Asistencia: 187 espectadores Árbitro(s): Payam Heidari (Irán) |

| 25 de septiembre de 2018 | Afganistán | 0:7 (0:3) | Corea del Sur                                                                                            | Estadio Petaling Jaya, Petaling Jaya                              |                                                                   |
|                          |            | Reporte   | Ahn Gi-hun 22' 35' · Kazimi 45' (a.g.) · Paik Sang-hoon 46' · Jeong Sang-bin 59' 63' · Hong Yun-sang 67' | Asistencia: 150 espectadores Árbitro(s): Pranjal Banerjee (India) | Asistencia: 150 espectadores Árbitro(s): Pranjal Banerjee (India) |

| 28 de septiembre de 2018 | Irak | 0:2 (0:1) | Corea del Sur       | Estadio UM Arena, Kuala Lumpur                                |                                                               |
|                          |      | Reporte   | Moon Jun-ho 45' 48' | Asistencia: 120 espectadores Árbitro(s): Yusuke Araki (Japón) | Asistencia: 120 espectadores Árbitro(s): Yusuke Araki (Japón) |

| 28 de septiembre de 2018 | Australia                      | 4:0 (3:0) | Afganistán | Estadio Petaling Jaya, Petaling Jaya                                    |                                                                         |
|                          | Roddy 8' 45+3' · Botić 26' 61' | Reporte   |            | Asistencia: 115 espectadores Árbitro(s): Chen Hsin-chuan (China Taipéi) | Asistencia: 115 espectadores Árbitro(s): Chen Hsin-chuan (China Taipéi) |

## Segunda fase
|  | Cuartos de final                | Cuartos de final                |               |                 | Semifinales  | Semifinales  |  |       | Final        | Final        |  |
|  | 30 de septiembre y 1 de octubre | 30 de septiembre y 1 de octubre |               |                 | 4 de octubre | 4 de octubre |  |       | 7 de octubre | 7 de octubre |  |
|  |                                 |                                 |               |                 |              |              |  |       |              |              |  |
|  |                                 |                                 |               |                 |              |              |  |       |              |              |  |
|  | Japón                           | 2                               |               |                 |              |              |  |       |              |              |  |
|  | Japón                           | 2                               |               |                 |              |              |  |       |              |              |  |
|  | Omán                            | 1                               |               |                 |              |              |  |       |              |              |  |
|  | Omán                            | 1                               |               | Japón           | 3            |              |  |       |              |              |  |
|  |                                 |                                 |               | Japón           | 3            |              |  |       |              |              |  |
|  |                                 |                                 | Australia     | 1               |              |              |  |       |              |              |  |
|  | Indonesia                       | 2                               | Australia     | 1               |              |              |  |       |              |              |  |
|  | Indonesia                       | 2                               |               |                 |              |              |  |       |              |              |  |
|  | Australia                       | 3                               |               |                 |              |              |  |       |              |              |  |
|  | Australia                       | 3                               |               |                 |              |              |  | Japón | 1            |              |  |
|  |                                 |                                 |               |                 |              |              |  | Japón | 1            |              |  |
|  |                                 |                                 | Tayikistán    | 0               |              |              |  |       |              |              |  |
|  | Corea del Norte                 | 1 (2)                           | Tayikistán    | 0               |              |              |  |       |              |              |  |
|  | Corea del Norte                 | 1 (2)                           |               |                 |              |              |  |       |              |              |  |
|  | Tayikistán (p.)                 | 1 (4)                           |               |                 |              |              |  |       |              |              |  |
|  | Tayikistán (p.)                 | 1 (4)                           |               | Tayikistán (p.) | 1 (7)        |              |  |       |              |              |  |
|  |                                 |                                 |               | Tayikistán (p.) | 1 (7)        |              |  |       |              |              |  |
|  |                                 |                                 | Corea del Sur | 1 (6)           |              |              |  |       |              |              |  |
|  | Corea del Sur                   | 1                               | Corea del Sur | 1 (6)           |              |              |  |       |              |              |  |
|  | Corea del Sur                   | 1                               |               |                 |              |              |  |       |              |              |  |
|  | India                           | 0                               |               |                 |              |              |  |       |              |              |  |
|  | India                           | 0                               |               |                 |              |              |  |       |              |              |  |
|  |                                 |                                 |               |                 |              |              |  |       |              |              |  |

### Cuartos de final
| 30 de septiembre de 2018, 16:30 | Japón                               | 2:1 (1:1) | Omán           | Estadio Nacional Bukit Jalil, Kuala Lumpur                    |                                                               |
|                                 | I. Al-Naabi 14' (a.g.) · Toyama 81' | Reporte   | Al-Mashary 22' | Asistencia: 267 espectadores Árbitro(s): Payam Heidari (Irán) | Asistencia: 267 espectadores Árbitro(s): Payam Heidari (Irán) |

| 30 de septiembre de 2018, 20:45 | Corea del Norte                                         | 1:1 (0:1) (2:4 p.)         | Tayikistán                              | Estadio Petaling Jaya, Petaling Jaya                             |                                                                  |
|                                 | Ri Hun 69'                                              | Reporte                    | Soirov 14'                              | Asistencia: 100 espectadores Árbitro(s): Ammar Mahfoodh (Baréin) | Asistencia: 100 espectadores Árbitro(s): Ammar Mahfoodh (Baréin) |
|                                 |                                                         | Tiros desde el punto penal |                                         |                                                                  |                                                                  |
|                                 | Ra Nam-hyon · Kim Jin-guk · Chae Yu-song · Kim Jin-hyok |                            | Rahmatov · Panzhiev · Sharipov · Soirov |                                                                  |                                                                  |

| 1 de octubre de 2018, 16:30 | Indonesia             | 2:3 (1:1) | Australia                             | Estadio Nacional Bukit Jalil, Kuala Lumpur                               |                                                                          |
|                             | Sutan 17' · Rendy 89' | Reporte   | Walsh 51' · Leombruno 65' · Botic 74' | Asistencia: 13.743 espectadores Árbitro(s): Kim Woo-sung (Corea del Sur) | Asistencia: 13.743 espectadores Árbitro(s): Kim Woo-sung (Corea del Sur) |

| 1 de octubre de 2018, 20:45 | Corea del sur      | 1:0 (0:0) | India | Estadio Petaling Jaya, Petaling Jaya                          |                                                               |
|                             | Jeong Sang-bin 68' | Reporte   |       | Asistencia: 200 espectadores Árbitro(s): Yusuke Araki (Japón) | Asistencia: 200 espectadores Árbitro(s): Yusuke Araki (Japón) |

### Semifinales
| 4 de octubre de 2018, 16:30 | Japón                     | 3:1 (0:0) | Australia       | Estadio Nacional Bukit Jalil, Kuala Lumpur                                            |                                                                                       |
|                             | Toyama 59' 69' · Mito 78' | Reporte   | Botic 8' (pen.) | Asistencia: 224 espectadores Árbitro(s): Omar Mohamed Al-Ali (Emiratos Árabes Unidos) | Asistencia: 224 espectadores Árbitro(s): Omar Mohamed Al-Ali (Emiratos Árabes Unidos) |

| 4 de octubre de 2018, 20:45 | Tayikistán                                                              | 1:1 (1:1) (7:6 p.)         | Corea del Sur                                                                                         | Estadio Petaling Jaya, Petaling Jaya                               |                                                                    |
|                             | Panzhiev 2'                                                             | Reporte                    | Yoon Suk-ju 39'                                                                                       | Asistencia: 85 espectadores Árbitro(s): Nazmi Nasaruddin (Malasia) | Asistencia: 85 espectadores Árbitro(s): Nazmi Nasaruddin (Malasia) |
|                             |                                                                         | Tiros desde el punto penal | |                                                                    |                                                                    |
|                             | Rahmatov · Sharipov · Zakirov · Panzhiev · Soirov · Sangov · Litfullaev |                            | Jeong Sang-bin · Lee Tae-seok · Lee Jun-suk · Hong Sung-wook · Moon Jun-ho · Yoon Suk-ju · Son Ho-jun |                                                                    |                                                                    |

### Final
| 7 de octubre de 2018, 20:45 | Japón         | 1:0 (0:0) | Tayikistán | Estadio Nacional Bukit Jalil, Kuala Lumpur                               |                                                                          |
|                             | Nishikawa 63' | Reporte   |            | Asistencia: 352 espectadores Árbitro(s): Ahmad Yacoub Ibrahim (Jordania) | Asistencia: 352 espectadores Árbitro(s): Ahmad Yacoub Ibrahim (Jordania) |

| Bandera de Japón |
| Japón Campeón    |
| Tercer título    |
|                  |

## Clasificados a la Copa Mundial de Fútbol Sub-17 de Brasil 2019
| Bandera de Japón | Bandera de Tayikistán | Bandera de Corea del Sur    | Bandera de Australia    |
| Japón Campeón    | Tayikistán Subcampeón | Corea del Sur Semifinalista | Australia Semifinalista |

## Goleadores
5 goles
- Noah Botic
- Shoji Toyama
- Luqman Hakim

4 goles
- Suphanat Mueanta

3 goles
- Kim Kang-song
- Qusai Al-Jaradi
- Jeong Sang-bin

2 goles
- Joseph Roddy
- Sutan Diego Zico
- Amirhossein Azizi
- Amin Doustali
- Abdulrazzaq Qasim
- Ryotaro Araki
- Reziq Banihani
- Amer Jamous
- Ahn Gi-hun
- Choi Min-seo
- Hong Yun-sang
- Moon Jun-ho
- Ozodbek Panzhiev
- Islom Zairov
- Waragon Thongbai
- Faisal Saif

1 gol
- Ali Zahidi
- Luke Duzel
- Adam Leombruno
- Daniel Walsh
- Vikram Pratap Singh
- Amiruddin Bagas Kaffa
- Amiruddin Bagus Kahfi
- Rendy Juliansyah
- Aria Barzegar
- Hussein Sadeq
- Riku Handa
- Kuraba Kondo
- Shunsuke Mito
- Hikaru Naruoka
- Jun Nishikawa
- Mohannad Semreen
- Alif Mutalib
- Firdaus Kaironnisam
- Najmudin Akmal
- An Phyong-il
- Kim Won-il
- Pak Ryong-gwon
- Ri Hun
- Tariq Al-Mashary
- Nasser Al-Naabi
- Omar Al-Salti
- Paik Sang-hoon
- Yoon Suk-ju
- Rustam Soirov
- Sharifbek Rahmatov
- Apidet Janngam
- Khuất Văn Khang
- Saad Al-Qaaod
- Tamer Senan

1 autogol
- Esmatullah Kazimi (contra Corea del Sur)
- Mohammad Issa (contra Yemen)
- Issa Al-Naabi (contra Japón)